# Terhitec

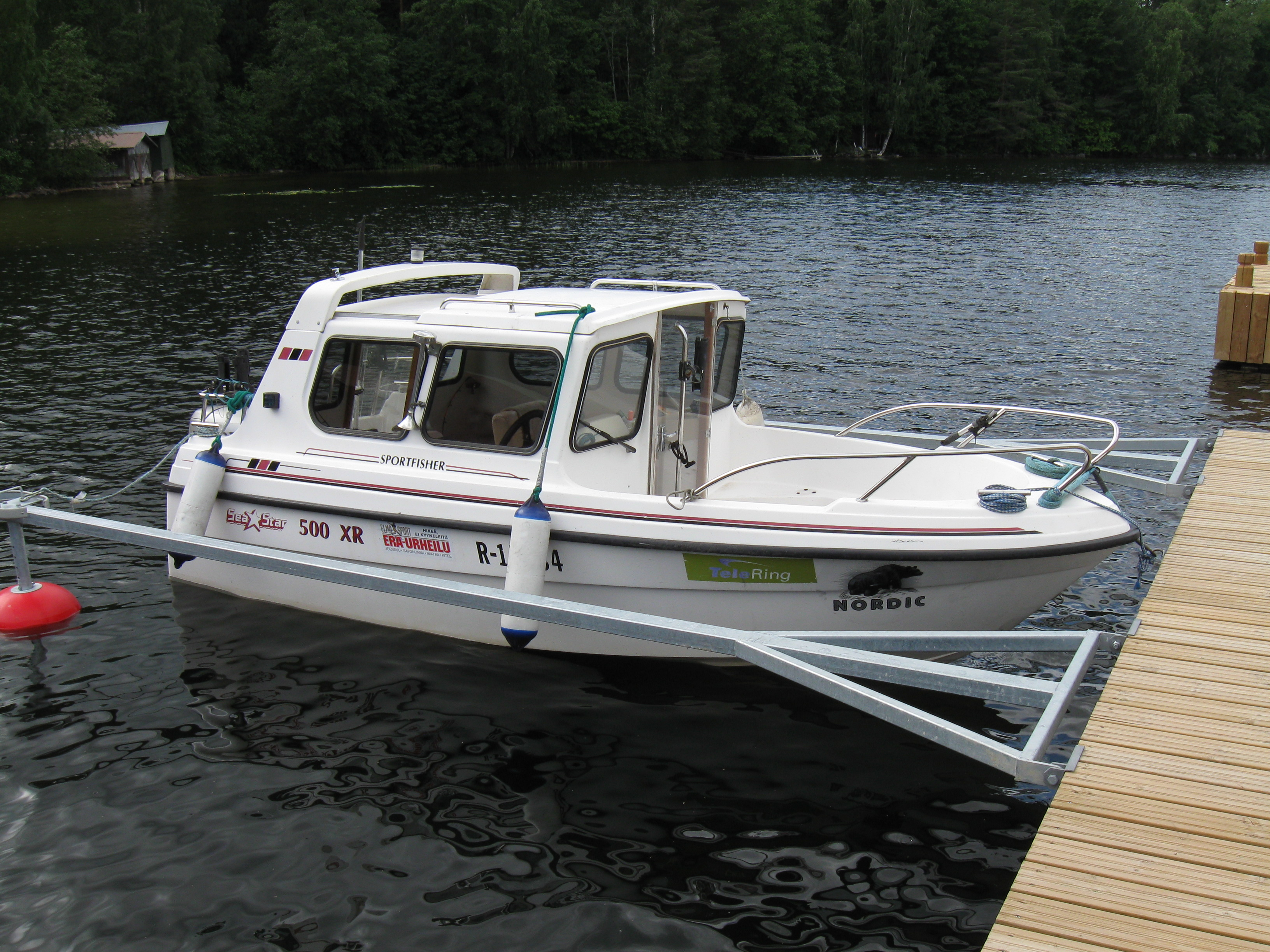
Sea Star 500 XR, båtmodell tillverkad av Theritec.

Terhitec (fram till 2010 Terhi) är en finländsk båttillverkare, mest känd för sina Terhi-båtar i ABS-plast, som även har tillverkat snöskotrar och utombordare tillsammans med verkstadsföretaget Valmet. Terhi Oy grundades 1971 och är sedan 2005 en del av Otto Brandt-koncernen. Företaget har fabriker i Rimito i sydvästra Finls skärgård (Nordens största då den invigdes 1972) och Etseri i Södra Österbotten. Företaget tillverkar numera båtar också i glasfiber och aluminium och säljer också båtar tillverkade av andra.
Bolaget omsatte 15,5 miljoner euro 2011 och har cirka 30 anställda. Bolaget har en inhemsk marknadsandel för fritidsbåtar på ungefär 30 procent. Totalt sedan starten av företaget har över 200 000 båtar tillverkats (2012).
I december 2009 köpte Terhi Silver Boats.